# Orval sur Sienne
Orval sur Sienne ist eine französische Gemeinde mit 1.222 Einwohnern (Stand: 1. Januar 2022) im Département Manche in der Region Normandie. Sie gehört zum Arrondissement Coutances und zum Kanton Coutances. Die Einwohner werden Orvalais genannt.

## Geographie
Orval sur Sienne liegt etwa sieben Kilometer südsüdwestlich von Coutances an der Sienne und am Soulles, die hier gemeinsam in einem Ästuar zum Ärmelkanal münden. Umgeben wird Orval-sur-Sienne von den Nachbargemeinden Bricqueville-la-Blouette im Norden, Saint-Pierre-de-Coutances im Nordosten, Saussey im Osten, Quettreville-sur-Sienne mit Contrières im Süden, Montmartin-sur-Mer im Westen sowie Heugueville-sur-Sienne im Nordwesten.

## Geschichte
Zum 1. Januar 2016 wurde Orval sur Sienne als Commune nouvelle aus den Gemeinden Orval und Montchaton gebildet.

## Gliederung
| Ortsteil   | ehemaliger INSEE-Code | Fläche (km²) | Einwohnerzahl (2016) |
| ---------- | --------------------- | ------------ | -------------------- |
| Orval      | 50388                 | 12,54        | 851                  |
| Montchaton | 50339                 | 06,50        | 310                  |

## Sehenswürdigkeiten
- Kirche Saint-Georges in Montchaton aus dem 11. Jahrhundert, Umbauten aus dem 15. Jahrhundert, Monument historique
- Kirche Saint-Hélène in Orval aus dem 11. Jahrhundert, Monument historique
- Brücke La Roque über die Sienne
- Herrenhaus von Ymouville

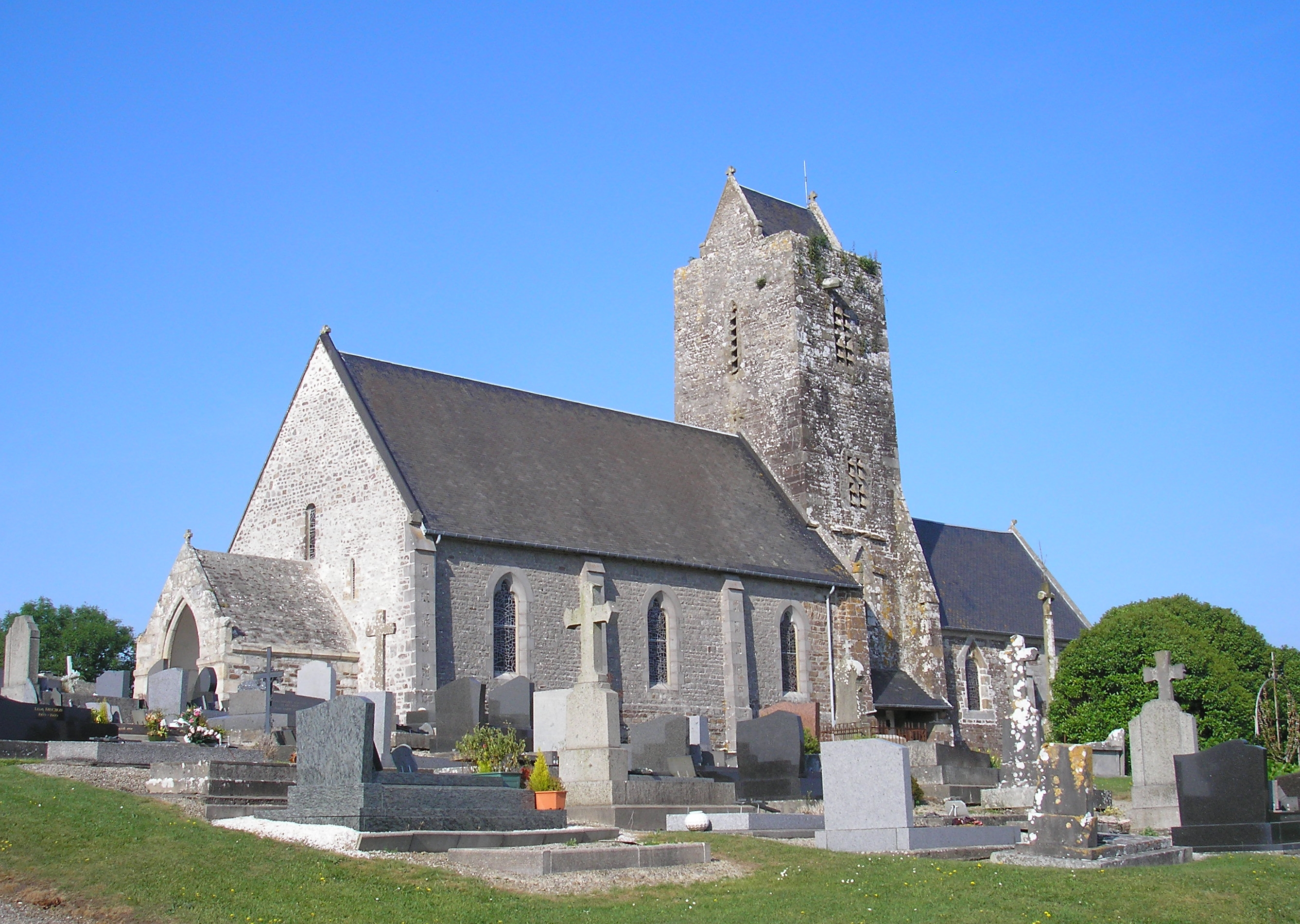
Kirche Saint-Georges
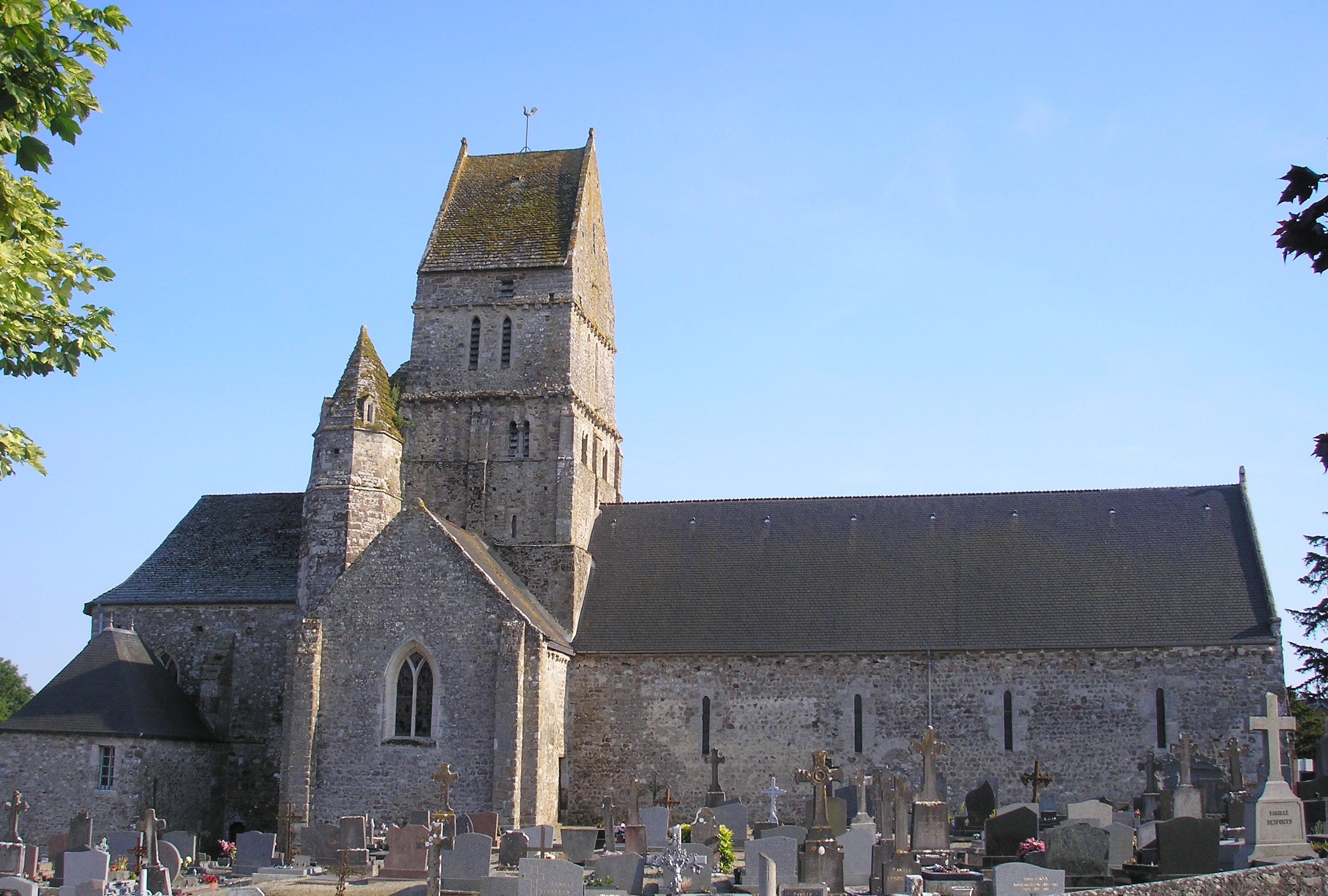
Kirche Saint-Hélène
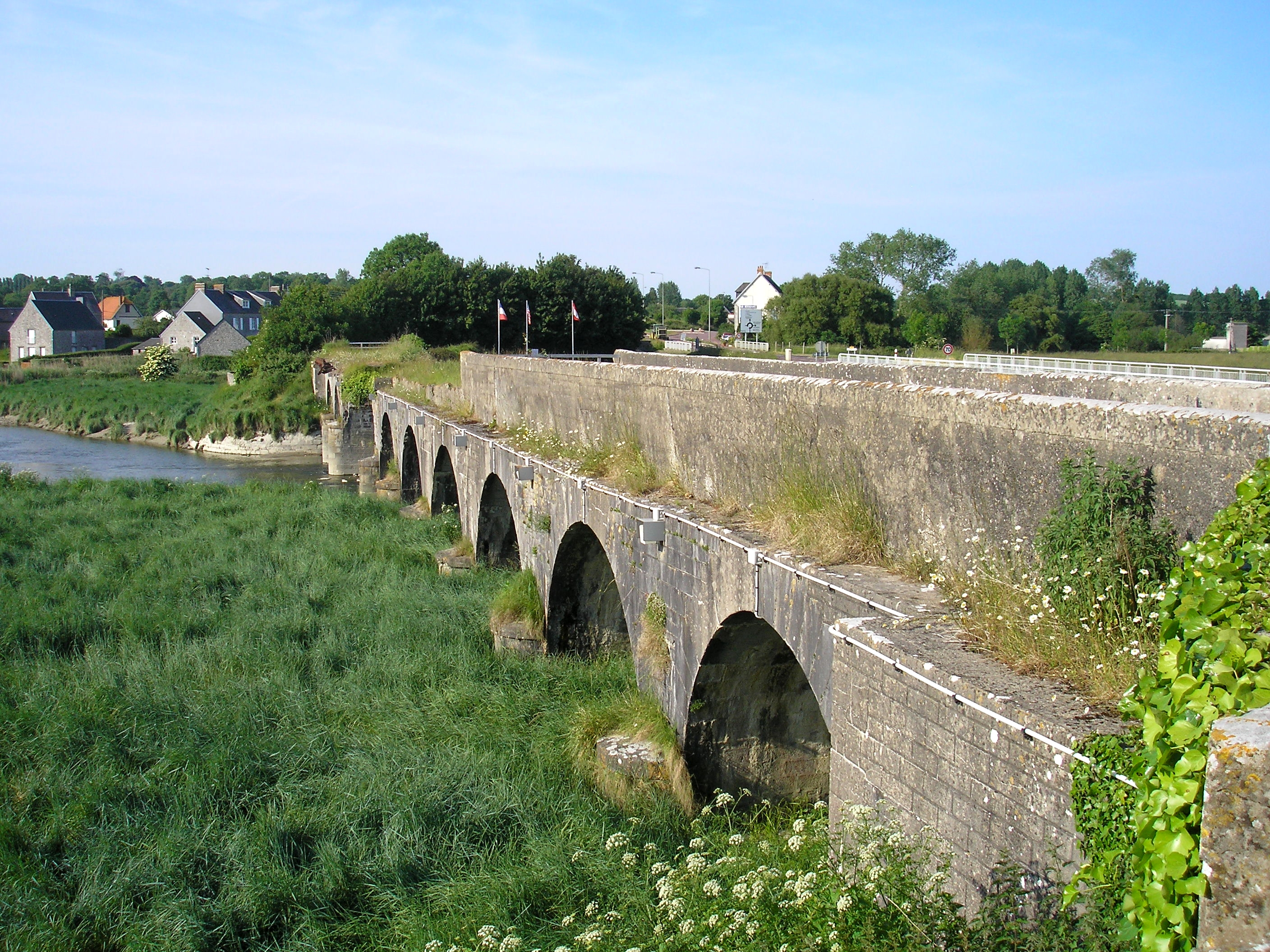
Brücke La Roque